# Sciophila laffooni
Sciophila laffooni är en tvåvingeart som beskrevs av Zaitzev 1982. Sciophila laffooni ingår i släktet Sciophila och familjen svampmyggor. Inga underarter finns listade i Catalogue of Life.